# 宮崎県道378号清武南インター線
宮崎県道378号清武南インター線（みやざきけんどう378ごう きよたけみなみインターせん）は、宮崎県宮崎市を通る一般県道である。

## 概要
東九州自動車道清武南ICのアクセス道路として2013年（平成25年）3月25日に開通した。
2009年（平成21年）に東九州自動車道の地域活性化インターチェンジとして国土交通大臣から接続許可を受けた清武南ICへのアクセス道路として宮崎県が整備したのが本路線である。

### 路線データ
- 起点：宮崎県宮崎市清武町今泉甲（清武町沓掛交差点、国道269号交点）
- 終点：宮崎県宮崎市清武町今泉（東九州自動車道 清武南IC）[注釈 1][2]
- 路線延長：1,475.4 m[1]

## 歴史
- 2007年（平成19年）8月9日 - 路線認定[2]
- 2009年（平成21年）6月30日 - 清武南IC設置許可[4]
- 2013年（平成25年）3月25日 - 全線開通[3]。
- 2023年（令和5年）3月25日 - 東九州自動車道清武南IC - 日南北郷IC間の開通に伴い、本路線の一部として清武南IC日南方面ランプの供用を開始[5]。

## 地理
国道269号の清武町沓掛交差点を起点として南東に進み九州旅客鉄道（JR九州）日豊本線と宮崎自動車道をくぐり、終点の東九州自動車道清武南ICに至る。清武南ICより先は宮崎市道丸目インター線となり、宮崎県道340号大戸野清武線に至る。

### 通過する自治体
- 宮崎市

### 交差する道路
| 交差する道路       | 交差する場所 | 交差する場所            |
| ------------------ | ------------ | ----------------------- |
| 国道269号          | 清武町今泉甲 | 清武町沓掛交差点 / 起点 |
| E10 東九州自動車道 | 清武町今泉   | 30-1 清武南IC / 終点    |

### 交差する鉄道
- 日豊本線

### 沿線
- JR九州日豊本線 日向沓掛駅（起点付近）